# Growler (U-Boot, 1958)
Die Growler, auch USS Growler (Kennung: SSG-577), war ein U-Boot mit Marschflugkörpern der Grayback-Klasse der United States Navy, das von 1958 bis 1964 in Dienst stand.

## Geschichte
Das Boot wurde 1954 als Jagd-U-Boot in Auftrag gegeben, Bauwerft war die Portsmouth Naval Shipyard. 1955 wurde es auf Kiel gelegt. 1956 entschied die Navy, Growler als Träger für Marschflugkörper fertigzustellen und ließ den Bug entsprechend modifizieren. 1958 lief das Schiff vom Stapel und wurde noch im selben Jahr in Dienst gestellt. Ab Sommer 1958 führte die Growler Test- und Trainingsfahrten durch.
1959 erreichte das U-Boot Pearl Harbor auf Hawaii, seinen Heimathafen. 1960 begann die Growler ihre erste Patrouille im Rahmen der Politik der nuklearen Abschreckung vor der Fernostküste der Sowjetunion. Dafür hatte sie vier SSM-N-8A Regulus an Bord. Bis Ende 1963 folgten acht weitere solche Fahrten. 1964 wurde die Growler in der Mare Island Naval Shipyard außer Dienst gestellt, da die Polaris-Boote der Klassen George Washington, Ethan Allen und Lafayette ihre Aufgabe übernahmen. Sie wurde aber in der Reserveflotte eingemottet.
Nachdem das Schwesterschiff der Growler, die Grayback, 1967 zu einem Transport-U-Boot umgerüstet wurde, sollte auch die Growler so modernisiert werden, Kostenüberschreitungen bei der Grayback ließen die Navy diese Pläne aber aufgeben. Stattdessen blieb die Growler bis 1980 eingemottet, bis sie schließlich aus dem Naval Vessel Register gestrichen wurde und als Zielschiff versenkt werden sollte.
Stattdessen entschied die Navy jedoch 1988, die Growler zu erhalten und stiftete sie dem Intrepid Sea-Air-Space Museum. Als Museumsschiff kann die Growler vor New York City besichtigt werden.